# Нитрофураны
Нитрофураны — группа антибактериальных средств. Они составляют второй после сульфаниламидов класс синтетических антибактериальных препаратов. К нитрофуранам редко развивается лекарственная резистентность микроорганизмов. Основной проблемой при применении нитрофуранов является высокая частота нежелательных лекарственных реакций, а также отсутствие парентеральных лекарственных форм.

## Описание
К нитрофуранам чувствительны грамположительные и грамотрицательные бактерии, а также хламидии и некоторые простейшие (трихомонады, лямблии). Обычно нитрофураны действуют на микроорганизмы бактериостатически, однако в высоких дозах они могут оказывать бактерицидное действие.
К нитрофуранам относятся[уточнить]:
- Нифурател (Nifuratel) (торговое название — Макмирор)
- Нитрофурал (фурацилин)

## Реакции
К нежелательным реакциям относятся тошнота, рвота, диарея, транзиторное повышение активности трансаминаз, холестаз, гепатит, пневмонит (при приеме нитрофурантоина), бронхоспазм, кашель, боль в грудной клетке, головокружение, головная боль, общая слабость, сонливость, периферические полинейропатии, лейкопения, мегалобластная или гемолитическая анемия. Также возможно окрашивание мочи в ярко-жёлтый, тёмный или красный цвет. Как аллергические реакции могут быть сыпь, эозинофилия, лихорадка, артралгия, миалгия, волчаночноподобный синдром, редко — анафилактический шок.

## Противопоказания
К противопоказаниям относятся аллергические реакции на нитрофураны, почечная недостаточность, тяжелая патология печени, дефицит глюкозо-фосфатдегидрогеназы, беременность — III триместр. Также не советуется новорожденным.